# Verteidigungsrat der Sozialistischen Republik Rumänien
Der Verteidigungsrat der Sozialistischen Republik Rumänien (rumänisch Consiliul Apărării al Republicii Socialiste România) wurde am 7. April 1969 gegründet und bestand bis zum Ende der Herrschaft der Rumänischen Kommunistischen Partei (Partidul Comunist Român, PCR) nach der Revolution am 22. Dezember 1989. Er wurde 1991 durch den Obersten Rat für Landesverteidigung abgelöst.
Der Verteidigungsrat war eines der höchsten Gremien der Sozialistischen Republik und das maßgebliche Organ für Fragen der nationalen Verteidigung. Der Vorsitz lag beim Generalsekretär des ZK der PCR und Staatspräsidenten. Die Mitgliedschaft war in der Regel an bestimmte Ämter gebunden, so dass Ministerpräsident, Außen-, Innen- und Verteidigungsminister sowie der Vorsitzende des Staatskomitees für Planung in der Regel Mitglieder des Verteidigungsrates waren. Daneben gab es eine Reihe von anderen Mitgliedern mit wichtigen Ämtern in Regierung und Partei. 

## Mitglieder des Verteidigungsrates
| Funktion                                                                                     | Name                       | Amtszeit                               |
| -------------------------------------------------------------------------------------------- | -------------------------- | -------------------------------------- |
| Vorsitzender Generalsekretär des ZK der PCR Präsident der SSR Rumänien                       | Nicolae Ceaușescu          | 7. April 1969 – 22. Dezember 1989      |
| Mitglied Vorsitzender des Ministerrates                                                      | Ion Gheorghe Maurer        | 7. April 1969 – 27. Februar 1974       |
| Mitglied Mitglied des Exekutivkomitees des ZK der RKP                                        | Gheorghe Apostol           | 7. April 1969 – 4. Mai 1970            |
| Mitglied Vizepräsident des Staatsrates                                                       | Emil Bodnăraș              | 7. April 1969 – 24. Januar 1976        |
| Mitglied Mitglied des Politbüros des ZK                                                      | Chivu Stoica               | 7. April 1969 – 4. Mai 1970            |
| Mitglied Vorsitzender des Rates für Staatssicherheit 1972 Innenminister                      | Ion Stănescu               | 7. April 1969 – 17. März 1973          |
| Mitglied Mitglied des Exekutivkomitees des ZK der PCR                                        | Vasile Patilineț           | 7. April 1969 – 13. Oktober 1972       |
| Mitglied Mitglied des Exekutivkomitees des ZK der PCR Stellv. Vorsitzender des Ministerrates | Paul Niculescu-Mizil       | 7. April 1969 – 29. April 1974         |
| Mitglied Außenminister                                                                       | Corneliu Mănescu           | 7. April 1969 – 23. Oktober 1972       |
| Mitglied Verteidigungsminister 1976 Stellv. Vorsitzender des Ministerrates                   | Ioan Ioniță                | 7. April 1969 – 2. März 1979           |
| Mitglied Innenminister                                                                       | Cornel Onescu              | 7. April 1969 – 24. April 1972         |
| Mitglied Vorsitzender des Staatskomitees für Planung                                         | Maxim Berghianu            | 7. April 1969 – 13. Oktober 1972       |
| Mitglied Mitglied des Staatsrates                                                            | Gheorghe Pană              | 18. April 1970 – 11. November 1975     |
| Mitglied Stellv. Vorsitzender des Ministerrates                                              | Gheorghe Rădulescu         | 4. Mai 1970 – 29. April 1974           |
| Mitglied Mitglied des ZK der PCR                                                             | Ion Dincă                  | 13. Oktober 1972 – 9. November 1973    |
| Mitglied Außenminister                                                                       | George Macovescu           | 23. Oktober 1972 – 23. März 1978       |
| Mitglied Vorsitzender des Staatskomitees für Planung                                         | Manea Mănescu              | 13. Oktober 1972 – 27. Februar 1974    |
| Mitglied Innenminister                                                                       | Emil Bobu                  | 17. März 1973 – 17. März 1975          |
| Mitglied Stabschef der Patriotischen Garden des ZK der PCR                                   | Vasile Milea               | 7. Juni 1973 – 5. Juni 1978            |
| Mitglied Ministerpräsident                                                                   | Manea Mănescu              | 28. März 1974 – 30. März 1979          |
| Mitglied Vorsitzender des Staatskomitees für Planung                                         | Emil Drăgănescu            | 27. Februar 1974 – 28. März 1975       |
| Mitglied Vorsitzender des Staatskomitees für Planung                                         | Mihai Marinescu            | 18. März 1975 – 7. März 1978           |
| Mitglied Innenminister                                                                       | Teodor Coman               | 18. März 1975 – 4. September 1978      |
| Mitglied Verteidigungsminister                                                               | Ion Coman                  | 16. Juni 1976 – 29. März 1980          |
| Mitglied Innenminister                                                                       | George Homoștean           | 4. September 1978 – 3. Oktober 1987    |
| Mitglied Außenminister                                                                       | Ștefan Andrei              | 23. März 1978 – 8. November 1985       |
| Mitglied Vorsitzender des Departements für Staatssicherheit 1987 Innenminister               | Tudor Postelnicu           | 7. März 1978 – 22. Dezember 1989       |
| Mitglied Vorsitzender des Staatskomitees für Planung 1979 Ministerpräsident                  | Ilie Verdeț                | 7. März 1978 – 21. Mai 1982            |
| Mitglied Vorsitzender des Staatskomitees für Planung                                         | Nicolae Constantin         | 29. März 1979 – 26. März 1981          |
| Mitglied Stabschef der Patriotischen Garden des ZK der PCR 1980 Verteidigungsminister        | Constantin Olteanu         | 3. April 1979 – 16. Dezember 1985      |
| Mitglied Vorsitzender des Staatskomitees für Planung                                         | Emilian Dobrescu           | 26. März 1981 – 1. November 1982       |
| Mitglied Vorsitzender des Staatskomitees für Planung                                         | Ștefan Bârlea              | 1. November 1982 – 17. Juni 1988       |
| Mitglied Mitglied des ZK der PCR                                                             | Ilie Ceaușescu             | 22. Dezember 1983 – 22. Dezember 1989  |
| Mitglied Mitglied des ZK der PCR                                                             | Gheorghe Gomoiu            | 24. Dezember 1983 – 22. Dezember 1989  |
| Mitglied Außenminister                                                                       | Ilie Văduva                | 8. November 1985 – 26. August 1986     |
| Mitglied Verteidigungsminister                                                               | Vasile Milea               | 17. Dezember 1985 – 22. Dezember 1989  |
| Mitglied Außenminister                                                                       | Ioan Totu                  | 26. August 1986 – 2. November 1989     |
| Mitglied Vorsitzender des Departements für Staatssicherheit                                  | Iulian Vlad                | 5. Oktober 1987 – 22. Dezember 1989    |
| Mitglied Vorsitzender des Staatskomitees für Planung                                         | Radu Bălan                 | 20. Juni 1988 – 2. November 1989       |
| Mitglied Außenminister                                                                       | Ion Stoian                 | 2. November 1989 – 22. Dezember 1989   |
| Sekretär Chef des Generalstabes                                                              | Generaloberst Ion Gheorghe | 7. April 1969 – 29. November 1974      |
| Sekretär Chef des Generalstabes                                                              | Generaloberst Ion Coman    | 29. November 1974 – 16. Juni 1976      |
| Sekretär Chef des Generalstabes                                                              | Generaloberst Vasile Milea | 31. März 1980 – 17. Dezember 1985      |
| Sekretär Chef des Generalstabes                                                              | Generalmajor Ștefan Gușă   | 25. September 1986 – 28. Dezember 1989 |